# 碣石調·幽蘭

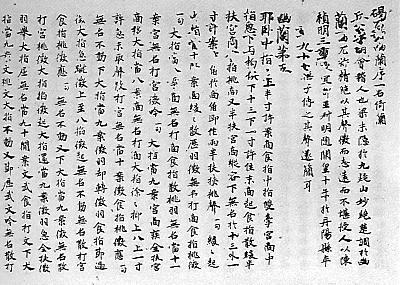
《碣石調·幽蘭》序

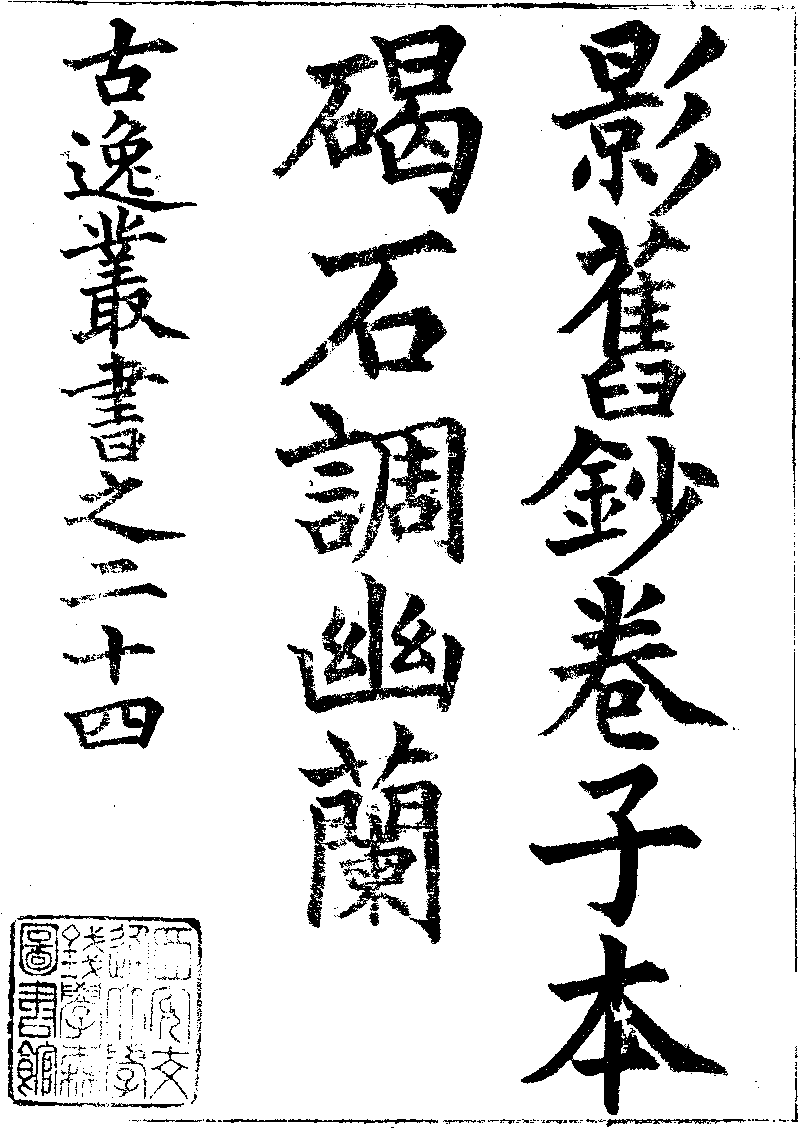
碣石調·幽蘭《古逸叢書》本首頁

《碣石調·幽蘭》是唯一一首以文字譜形式保留下來的古琴曲，创作年代存疑，一說為孔子所作。此曲共分四段，通過描繪蘭花之品格表達了雖不被重用但並不頹喪的感情。其藏於東京國立博物館的手抄本（可能为唐代作品）是現存最古老的古琴譜，也被當做日本國寶。
此曲曲名前的“碣石調”為調名，是唯一一首在曲名前特意加上調名的琴曲，而有時也略去調名單稱《幽蘭》。

## 歷史
《碣石調·幽蘭》的曲譜序言標題後面緊跟著寫有“一名倚蘭”，故被認為即是《猗蘭操》。據蔡邕的《琴操·猗蘭操》，《猗蘭操》是孔子“自衛反魯”時所作，表達身老而不得志的感情。此外，序言中亦提到此曲是從梁末隱居九嶷山的會稽人丘明手中流傳下來的。《琴操》之說雖不可信，但根據吳文光之說，此曲既非丘明自創，勢必師承有人，因此至少在魏晉時就已經存在了。
現存的《碣石調·幽蘭》文字譜共224行，4954字。明治四年（1871年）至二十一世紀初此譜藏於京都神光院，後來轉到東京國立博物館，被當做日本“國寶”，列品號碼為TB1393。但究竟是何時流入日本卻不為人所知，在進入神光院之前可能藏於日本皇室，后水尾天皇將它賜予一名京都伶人。江戶時代的荻生徂徠（1666年-1728年）有《徂徠幽蘭琴譜》和《碣石調幽蘭指法》兩部著作，但皆不為人知。東京國立博物馆的一項研究指出《碣石調·幽蘭》序中數個“年”字都是武后新字，因此此譜應該是創作於武則天統治時期。但亦有人疑其斷定為“唐代所抄”的證據不足。楊守敬在光绪六年至十年（1880年至1884年）前往日本访得此谱的寶素堂寫本，經當時的驻日公使黎庶昌將其摹寫錄入《古逸叢書》，光绪十年出版後，此譜才傳回中國。
根據査阜西所述，此曲的文字譜雖傳回國內，但當時京城琴家均不敢擅自打譜。直到1911年，當時琴壇宗師楊宗稷才開始為《碣石調·幽蘭》打譜，耗時三年乃成，他確定了此曲應該以正調定弦，並先後發表了《幽蘭古指法解》、《幽蘭減字谱》和《幽蘭五行谱》等相關研究。
1953年10月之後，査阜西從中央音樂學院民族研究所借調出相關文獻，與全國各地琴家協商再次譜曲。據査阜西統計，到1956年為止全國能彈出《碣石調·幽蘭》者僅有七位，分別是徐立孫、姚丙炎、吴振平、吴景略、管平湖、喻绍泽和薛志章。有現代記譜者為徐立孫、姚丙炎、管平湖、喻紹澤、薛志章、陳樹三等人。而有錄音者為管平湖、姚丙炎、徐立孫、吳振平、薛志章、喻紹澤等人。
吳文光在閱讀了楊時百的研究成果及聆聽了管平湖、徐立孫和姚丙炎的錄音後，認為需要再對指法進行訂正；除此之外，當時琴人的音樂句法和內容表現有局限，尤其是未能對第四拍進行明確的旋律分句，影響了音樂表現，因此有再深入研究的必要，其成果獲得廣泛肯定。

## 樂曲
曲名前的“碣石調”為調名，但是此調不見於其他任何琴調文獻，或許是南北朝時流行的碣石舞所用的曲調。《碣石調·幽蘭》序中提到這是“楚調”。但另一說認為“碣石”是音轉自“雞識”，因此應該是“雞識調”，屬於五聲調式中的商調，即正調的一種。但實際上此曲應該是借三弦为宫，用正调来弹一弦为宫的黄钟均。楊宗稷採用的就是這種方法，現在大多數《碣石調·幽蘭》譜都依杨法。只有徐立孫採用慢三弦的黄钟均定弦演奏。
此曲用音甚廣，曲中有大量不协和音程。但基本上依舊是变宫变徵的雅乐七声音阶。序中說“其声微而志远”、譜末註有“此弄宜缓，消息弹之”，因此全曲節奏緩慢。譜中“拍之大息”或“拍之”之語出現了四次，因此全曲正好分作四段。
《碣石調·幽蘭》開頭散起，第一段是引，深沉壓抑，但節拍自由。剩下的三段主題，第二、三段交替採用泛音和按音，音色變化較大。最後一段絕大部份都是使用泛音來彈奏的，給人一種明朗的感覺。

## 外部連結
- 東京博物館藏品介紹（页面存档备份，存于）
- YouTube上的《幽蘭》，管平湖演奏
- YouTube上的《幽蘭》，吳文光演奏
- YouTube上的《幽蘭》，楊春薇演奏